# Số

Các tập con của số phức.

Số là một đối tượng toán học được sử dụng để đếm, đo lường và đặt danh nghĩa. Các ví dụ ban đầu là các số tự nhiên 1, 2, 3, 4, v.v.. Một biểu tượng đại diện cho một số được gọi là một chữ số.  Ngoài việc sử dụng để đếm và đo, các chữ số thường được sử dụng cho việc đánh nhãn (như với số điện thoại), để đặt hàng (như với số sê-ri) và cho việc mã hóa (như với số ISBN).  Trong cách sử dụng phổ biến, số có thể đề cập đến một biểu tượng, một từ hoặc một trừu tượng toán học.
Trong toán học, khái niệm về số đã được mở rộng qua nhiều thế kỷ để bao gồm 0, số âm, số hữu tỉ như 1/2 và −2/3, các số thực  như √2 và π, và các số phức, là việc mở rộng các số thực với căn bậc hai của −1 (và các kết hợp của nó với các số thực bằng cách cộng và nhân).  Tính toán với những con số được thực hiện với các phép tính số học, các phép tính quen thuộc nhất là cộng, trừ, nhân, chia và lũy thừa.  Việc nghiên cứu hoặc sử dụng của chúng được gọi là số học. Thuật ngữ tương tự cũng có thể đề cập đến lý thuyết số, môn nghiên cứu các tính chất của số.
Bên cạnh những ứng dụng thực tế của chúng, những con số có ý nghĩa văn hóa trên toàn thế giới.  Ví dụ, trong xã hội phương Tây, số 13 được coi là không may mắn và "một triệu" có thể biểu thị "rất nhiều".  Mặc dù bây giờ nó được coi là giả khoa học, khoa nghiên cứu số, với niềm tin vào một ý nghĩa huyền bí của các con số, đã thấm nhuần vào các tư tưởng cổ đại và trung cổ.  Số học ảnh hưởng lớn đến sự phát triển của toán học Hy Lạp, kích thích việc tìm tòi giải quyết nhiều vấn đề trong lý thuyết số mà vẫn còn được quan tâm cho đến ngày nay.
Trong thế kỷ 19, các nhà toán học bắt đầu phát triển nhiều khái niệm trừu tượng khác nhau có chung các tính chất nhất định của các con số và có thể được coi là mở rộng khái niệm này.  Trong số đầu tiên là các số siêu phức, bao gồm các phần mở rộng hoặc sửa đổi khác nhau của hệ thống số phức.  Ngày nay, các hệ thống số được coi là ví dụ đặc biệt quan trọng của các loại tổng quát hơn nhiều như vòng và trường, và việc áp dụng thuật ngữ "số" là một vấn đề quy ước, không có ý nghĩa cơ bản.

## Lịch sử

### Di tích đầu tiên của việc sử dụng số
Xương và các hiện vật khác đã được phát hiện với những vết cắt trên chúng mà nhiều người tin rằng đó là các dấu tích cho việc sử dụng số. Những dấu tích này có thể đã được sử dụng để đếm thời gian trôi qua, như số ngày, chu kỳ mặt trăng hoặc ghi chép số lượng, như số lượng động vật.
Hệ thống đếm này không có khái niệm về giá trị vị trí (như trong ký hiệu Hệ thống hoá toàn cầu hiện đại), điều này hạn chế khả năng biểu diễn các số lớn của nó. Tuy nhiên, nó được xem là loại hệ thống số trừu tượng đầu tiên.
Hệ thống đầu tiên được biết đến với giá trị vị trí đó là hệ đếm cơ số 60 của vùng Lưỡng Hà (k.3400 TCN) và hệ đếm cơ số 10 cổ xưa nhất từng được biết đến là vào năm 3100 trước Công Nguyên tại Ai Cập.

### Chữ số
Số nên được phân biệt với chữ số, là các ký hiệu được sử dụng để đại diện cho số.  Người Ai Cập đã phát minh ra hệ thống chữ số được mã hóa đầu tiên, và người Hy Lạp theo sau bằng cách ánh xạ các số đếm của họ lên bảng chữ cái Ionia và Doric. Chữ số La Mã, một hệ thống sử dụng kết hợp các chữ cái trong bảng chữ cái La Mã, vẫn chiếm ưu thế ở châu Âu cho đến khi hệ thống chữ số Ả Rập vượt trội vào khoảng cuối thế kỷ 14, và hệ thống chữ số Ả Rập - Hindu vẫn là hệ thống phổ biến nhất để biểu thị các số trên thế giới ngày nay. Điểm mấu chốt cho tính hiệu quả của hệ thống đó là biểu tượng cho số không, được các nhà toán học Ấn Độ cổ đại phát triển vào khoảng năm 500 sau Công nguyên.

### Số không
Tài liệu đầu tiên được biết đến đã sử dụng số 0 là tác phẩm Brāhmasphuṭasiddhānta năm 628, tác phẩm chính của nhà toán học Ấn Độ Brahmagupta.  Ông coi 0 là một số và thảo luận các phép tính liên quan đến nó, bao gồm cả phép chia.  Vào thời điểm này này (thế kỷ 7) khái niệm này rõ ràng đã đến Campuchia dưới dạng chữ số Khmer và tài liệu cho thấy ý tưởng này sau đó lan sang Trung Quốc và thế giới Hồi giáo. 

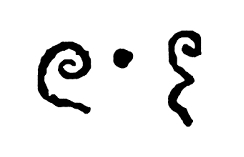
Số 605 bằng chữ số Khmer, từ một dòng chữ từ năm 683 sau Công nguyên. Đây là bằng chứng sử dụng sớm của số 0 dưới dạng số thập phân.

Tác phẩm Brahmasphuṭasiddhanta là cuốn sách đầu tiên đề cập đến số 0 dưới dạng số, do đó Brahmagupta thường được coi là tác giả đầu tiên hình thành khái niệm về số 0.  Ông đã đưa ra các quy tắc sử dụng số 0 với số âm và số dương, chẳng hạn như 'Số 0 cộng với số dương là số dương và số âm cộng với số 0 là số âm'.  Brahmasphutasiddhanta là văn bản được biết đến sớm nhất đã coi số 0 là số theo đúng nghĩa của nó, thay vì chỉ đơn giản là một chữ số giữ chỗ để biểu thị một số khác như được người Babylon đã quan niệm hoặc như một biểu tượng cho việc thiếu số lượng như Ptolemy và người La Mã đã làm.
Việc sử dụng số 0 như một số nên được phân biệt với việc sử dụng số này dưới dạng số giữ chỗ trong các hệ thống giá trị theo vị trí.  Nhiều văn bản cổ được sử dụng 0.  Các văn bản Babylon và Ai Cập đã sử dụng nó.  Người Ai Cập đã dùng từ nfr để biểu thị số dư là không trong kế toán kép.  Các văn bản Ấn Độ đã sử dụng một từ tiếng Phạn Shunye  hoặc shunya  để chỉ khái niệm về khoảng trống. Trong các văn bản toán học, từ này thường đề cập đến số không.  Trong một kiểu tương tự, Pāṇini (thế kỷ thứ 5 TCN) đã sử dụng toán tử null (zero) trong Ashtadhyayi, một ví dụ ban đầu về ngữ pháp đại số cho ngôn ngữ tiếng Phạn (cũng xem thêm êngala).
Có những cách sử dụng khác của số 0 trước Brahmagupta, mặc dù các tài liệu này không đầy đủ như trong Brahmasphutasiddhanta.
Hồ sơ cho thấy người Hy Lạp cổ đại dường như không chắc chắn về tình trạng của 0 như một con số: họ tự hỏi "làm thế nào 'không có gì' có thể là một cái gì đó?" dẫn đến một câu hỏi triết học thú vị, vào thời Trung cổ, đã có các lập luận tôn giáo về bản chất và sự tồn tại của số 0 và chân không.  Những nghịch lý của Zeno of Elea phụ thuộc một phần vào sự giải thích không chắc chắn của  số 0.  (Người Hy Lạp cổ đại thậm chí đặt câu hỏi liệu 1 có phải là một số.)
Người Olmec ở miền trung nam México bắt đầu sử dụng biểu tượng cho số 0, khắc trên vỏ sò, ở Thế giới mới, có thể vào thế kỷ 4 TCN nhưng chắc chắn hơn là vào năm 40 TCN, đã trở thành một phần không thể thiếu của chữ số Maya và lịch Maya.  Số học Maya sử dụng cơ số 4 và cơ số 5 viết theo cơ số 20.  Sanchez năm 1961 báo cáo một bàn tính theo cơ số 4 và cơ số 5 dạng ngón tay.
Vào năm 130 sau Công nguyên, Ptolemy, chịu ảnh hưởng của Hipparchus và người Babylon, đã sử dụng một biểu tượng cho số  0 (một vòng tròn nhỏ có thanh ngang dài) trong một hệ thống số cơ số 60 bằng cách sử dụng các chữ cái Hy Lạp thay cho chữ số.  Bởi vì nó được sử dụng một mình, không chỉ là một vị trí giữ chỗ, số 0 Hy Lạp này là tài liệu đầu tiên sử dụng số 0 thực sự trong Thế giới cũ.  Trong các bản thảo Byzantine sau này của Syntaxis Mathematica (Almagest), số 0 Hy Lạp đã biến thành chữ Hy Lạp Omicron (nghĩa là 70).
Một số 0 có thực khác được sử dụng trong các bảng cùng với số La Mã vào năm 525 (được Dionysius Exiguus sử dụng lần đầu tiên), nhưng như một từ, nulla  có nghĩa là không có gì, không phải là một biểu tượng.  Khi phép chia có số dư  0, tác giả sử dụng chữ nihil, cũng có nghĩa là không có gì.  Những số không thời trung cổ đã được sử dụng bởi tất cả các người tính toán của thời trung cổ trong tương lai (máy tính ngày Phục Sinh).  Một cách sử dụng riêng biệt của số 0 bằng cách lấy chữ cái đầu, N, đã được Bede hoặc một đồng nghiệp sử dụng trong một bảng các chữ số La Mã vào khoảng năm 725, và đây là một biểu tượng số 0 thực sự.

### Số âm
Khái niệm trừu tượng về số âm được công nhận sớm nhất là 100-50 TCN tại Trung Quốc.  Cửu chương toán thuật chứa các phương pháp để tìm diện tích của các hình; que màu đỏ đã được sử dụng để biểu thị hệ số dương, que màu đen cho các hệ số âm.  Tài liệu tham khảo đầu tiên trong một tác phẩm phương Tây là trong thế kỷ 3 sau công nguyên ở Hy Lạp. Diophantus đã đề cập đến phương trình tương đương với 4x + 20 = 0 (nghiệm là số âm) trong Arithmetica, nói rằng phương trình đã cho kết quả vô lý.
Trong những năm 600, số âm được sử dụng ở Ấn Độ để thể hiện các khoản nợ.  Tài liệu tham khảo trước đây của Diophantus đã được thảo luận rõ ràng hơn bởi nhà toán học Ấn Độ Brahmagupta trong tác phẩm Brāhmasphuṭasiddhānta năm 628, người đã sử dụng các số âm để tạo ra công thức phương trình bậc hai tổng quát mà vẫn còn được sử dụng cho đến ngày nay.  Tuy nhiên, vào thế kỷ 12 ở Ấn Độ, Bhaskara đưa ra các hệ số là số âm cho các phương trình bậc hai nhưng nói rằng giá trị âm "trong trường hợp này không được thực hiện, vì nó không đầy đủ; mọi người không tán thành các hệ số là số âm."
Các nhà toán học châu Âu, phần lớn, đã chống lại khái niệm số âm cho đến thế kỷ 17, mặc dù Fibonacci cho phép các nghiệm là số âm trong các bài toán tài chính, nơi chúng có thể được hiểu là các khoản nợ (chương 13 của Liber Abaci, 1202) và sau đó như là thua lỗ (theo Flos).  Đồng thời, người Trung Quốc đã chỉ ra các số âm bằng cách vẽ một nét chéo qua chữ số tận cùng bên phải nhất của chữ số dương tương ứng.  Việc sử dụng đầu tiên của số âm trong một tác phẩm châu Âu là của Nicolas Chuquet trong thế kỷ 15.  Ông đã sử dụng chúng như số mũ, nhưng gọi chúng là "số vô lý".
Gần hơn, vào thế kỷ 18, người ta thường bỏ qua mọi kết quả số âm được trả về bởi các phương trình với giả định rằng chúng là vô nghĩa, giống như René Descartes đã làm với các nghiệm số là số âm trong hệ tọa độ Descartes.

## Sự phân cấp chủ yếu của các loại số
Các số có thể được phân loại vào các tập hợp, gọi là tập hợp số hoặc hệ thống số, ví dụ như các số tự nhiên và các số thực. Các hệ thống số chính là như sau:
| {\displaystyle \mathbb {N} } | Các số tự nhiên | 0, 1, 2, 3, 4, 5, ... hoặc 1, 2, 3, 4, 5, ... {\displaystyle \mathbb {N} _{0}} hoặc {\displaystyle \mathbb {N} _{1}} thỉnh thoảng được sử dụng. Có 2 tập hợp số tự nhiên: mathbb{N}* |
| {\displaystyle \mathbb {Z} } | Các số nguyên   | ..., −5, −4, −3, −2, −1, 0, 1, 2, 3, 4, 5, ... |
| {\displaystyle \mathbb {Q} } | Các số hữu tỷ   | a/b tại đó a và b là các số nguyên và b khác 0 |
| {\displaystyle \mathbb {R} } | Các số thực     | Giới hạn của một dãy hội tụ các số hữu tỷ. |
| {\displaystyle \mathbb {C} } | Các số phức     | a + bi tại đó a và b là các số thực và i là căn bậc hai chính thức của −1 |

Mỗi hệ thống số này là một tập con của hệ thống tiếp theo. Vì vậy, ví dụ, một số hữu tỷ cũng là một số thực, và mỗi số thực cũng là một số phức. Điều này có thể được biểu diễn bằng ký hiệu như sau: {\displaystyle \mathbb {N} \subset \mathbb {Z} \subset \mathbb {Q} \subset \mathbb {R} \subset \mathbb {C} }.
Các số có thể phân chia thành các tập hợp số theo các hệ thống số khác nhau.
1. Số tự nhiên
2. Số dương
3. Số âm
4. Số nguyên tố
5. Số hữu tỉ
6. Số vô tỉ
7. Số thực
8. Số phức
9. Hợp số
10. Số chính phương

### Số dương
Số dương là số có giá trị lớn hơn 0. Số dương có thể đặt một dấu "+" ở trước nó. Chúng thuộc tập hợp số thực R.

### Số âm
Số âm là số có giá trị nhỏ hơn 0. Trong toán học, số âm thường được biểu diễn bằng một dấu trừ – trước giá trị dương tương ứng. Giống như số dương

### Số tự nhiên
Loại số quen thuộc nhất với hầu như tất cả mọi người là số tự nhiên, trước kia nó được hiểu như số nguyên dương (không kể số 0), nhưng ngày nay đa số các tài liệu toán học thống nhất nó bao gồm cả số không (số nguyên không âm). Các số nguyên dương được xem như là các số để đếm.
Trong hệ thập phân được dùng rộng rãi, các ký hiệu dùng để viết số tự nhiên là các chữ số từ 0 đến 9. Trong hệ này, mỗi vị trí tương ứng với một lũy thừa của 10, các số lớn hơn 9 được biểu diễn bởi hai hoặc nhiều hơn các chữ số. Còn có thể ghi theo các hệ cơ số khác như hệ nhị phân, hệ bát phân, hệ thập lục phân,...Tập các số tự nhiên thường được ký hiệu là {\displaystyle \mathbb {N} }.

### Số nguyên
Số nguyên bao gồm các số tự nhiên và các số đối của các số tự nhiên dương. Số đối của một số tự nhiên dương n là một số khi cộng với n cho kết quả bằng không, nó thường được viết bằng cách thêm dấu "trừ" đằng trước số n. Về ý nghĩa, nếu một số dương là một khoản tiền gửi ngân hàng thì số âm là số biểu thị khoản tiền rút ra. Tập các số nguyên thường được ký hiệu là {\displaystyle \mathbb {Z} } (viết tắt của từ Zahl trong tiếng Đức).

### Số nguyên tố và hợp số
Số nguyên tố là số chỉ có 2 ước là 1 và chính nó. VD: 2, 3, 5, 7, 11, 13, 17, 19,...
Hợp số là số có nhiều hơn 2 ước. VD: 4, 6, 8, 9, 10, 12, 14, 15, 16, 18,...
Số 0 và số 1 không phải là số nguyên tố và cũng không phải là hợp số.

### Số hữu tỉ
Một số hữu tỉ là một số có thể biểu diễn như một thương (hay phân số) của phép chia một số nguyên cho một số tự nhiên khác 0. Thường m/n là diễn tả việc chia một khối lượng nào đó thành n phần bằng nhau và chọn lấy phần m. Hai phân số khác nhau có thể biểu diễn cho cùng một số, chẳng hạn ½ và 2/4 là như nhau. Nếu giá trị tuyệt đối của m lớn hơn n thì giá trị tuyệt đối của phân số lớn hơn một. Phân số có thể dương âm hoặc bằng 0. Một số hữu tỉ có thể viết dưới dạng một số thập phân hữu hạn hoặc một số thập phân vô hạn tuần hoàn.
Ví dụ:
1. Số thập phân hữu hạn: {\displaystyle 0,25={\frac {1}{4}}}(số thập phân có số lượng chữ số thập phân hữu hạn)
2. Số thập phân vô hạn tuần hoàn: {\displaystyle 0,33333333333333333333333...={\frac {1}{3}}}(số thập phân vô hạn có chu kỳ lặp đi lặp lại)

Tập hợp các số hữu tỉ được ký hiệu là {\displaystyle \mathbb {Q} }.

### Số vô tỉ
Số vô tỉ là số không thể biểu diễn được thành tỉ số với tử số và mẫu số nguyên hay còn gọi là số thập phân vô hạn không tuần hoàn.
Ví dụ:
1. Số thập phân vô hạn không tuần hoàn: {\displaystyle 0,1010010001000010000010000001...}(số thập phân vô hạn có chu kỳ thay đổi)
2. Số{\displaystyle {\sqrt {2}}=1,414213...}(căn bậc hai của 2)
3. Số {\displaystyle \pi =3,141592653589793...}(số Pi)
4. Số lôgarít tự nhiên {\displaystyle e=2,718281...}(xem Số e)

Tập hợp các số vô tỉ được ký hiệu là {\displaystyle \mathbb {I} }.

### Số thực
Các số hữu tỉ (các phân số {\displaystyle {\frac {m}{n}}} trong đó {\displaystyle m\in \mathbb {Z} }, {\displaystyle n\in \mathbb {N} ,n>0}) không đủ dùng để biểu diện các độ đo trong hình học, chẳng hạn độ dài đường chéo của một hình vuông có cạnh là 1 là {\displaystyle {\sqrt {2}}}. Có thể chứng minh rằng, không có số hữu tỉ nào bình phương bằng 2.
Tổng quát hơn, người ta mở rộng tập hợp số hữu tỷ thành tập hợp số trong đó mọi dãy Cauchy đều có giới hạn, tập hợp đó được gọi là tập hợp số thực.
(Dãy {xn}n {\displaystyle \in \mathbb {N} } được gọi là dãy Cauchy nếu với mọi số r > 0 tồn tại số nguyên dương N sao cho với mọi m,n > N luôn có | xm − xn | < r.)
Tập hợp các số thực được ký hiệu là {\displaystyle \mathbb {R} }
Như vậy {\displaystyle \mathbb {R} =\mathbb {Q} \cup \mathbb {I} } và {\displaystyle \mathbb {Q} \cap \mathbb {I} =\varnothing }.
Tập các số thực còn được phân chia thành tập hợp các số đại số và tập hợp các số siêu việt.

### Số phức
Tập các số phức là mở rộng đại số của tập các số thực với việc bổ sung một số mới là căn bậc hai của -1, số này được gọi là đơn vị ảo và ký hiệu là i. Khi đó tập các số phức là tập các số dạng z=a+b×i. Kí hiệu là C.
Trong tập các số phức, mọi phương trình đại số bậc n có đúng n nghiệm.
Tập các số phức được ký hiệu là {\displaystyle \mathbb {C} }, như vậy quan hệ bao hàm giữa các tập hợp số đã biết là: 
{\displaystyle \mathbb {N} \subset \mathbb {Z} \subset \mathbb {Q} \subset \mathbb {R} \subset \mathbb {C} }.

### Số siêu phức
Khái niệm mở rộng của số phức từ dạng tổ hợp tuyến tính 2 chiều z = a + b.i với các hệ số thực a, b của hai đơn vị cơ sở 1 và i sang không gian vectơ n chiều với n hệ số thực x0, x1, x2,..., xn-&, của n đơn vị cơ sở 1, e1, e2, e3,..., en-1:

### Số đại số
Số đại số là số có thể thỏa mãn (nghiệm) một phương trình đại số. Số đại số có thể là số thực hoặc số phức.

### Số siêu việt
Số siêu việt là số vô tỉ (thực hoặc phức) không là nghiệm của bất kì một phương trình đại số nào. Nói theo ngôn ngữ toán tập hợp, trường số siêu việt là phần bù của trường số đại số.

## Biểu diễn số
Các số thực có thể được biểu diễn dưới dạng số thập phân hữu hạn, vô hạn tuần hoàn và không tuần hoàn. Còn các số phức có thể biểu diễn dưới dạng tổng có số hạng thứ nhất là một số thực và số hạng thứ hai là tích của một số thực với i.

## Các tập hợp số
| {\displaystyle \mathbb {N} }: Tập hợp số tự nhiên |
| {\displaystyle \mathbb {Z} }: Tập hợp số nguyên   |
| {\displaystyle \mathbb {Q} }: Tập hợp số hữu tỉ   |
| {\displaystyle \mathbb {I} }: Tập hợp số vô tỉ    |
| {\displaystyle \mathbb {R} }: Tập hợp số thực     |
| {\displaystyle \mathbb {C} }: Tập hợp số phức     |